# 지구 표면 온도
지구 표면 온도(Global surface temperature, GST)는 지구 표면의 평균 온도이다. 요즘에는 바다와 육지의 온도를 측정한 다음 가중 평균을 계산하여 결정된다. 바다 위의 온도를 해수면 온도라고 한다. 육지의 온도를 지표 기온이라고 한다. 온도 데이터는 주로 기상 관측소와 인공위성에서 제공된다. 먼 과거의 데이터를 추정하기 위해 나무 나이테, 산호, 빙하 코어 등의 프록시 데이터를 사용할 수 있다. 시간이 지남에 따라 GST가 상승하는 것을 관찰하는 것은 인간 활동이 기후변화를 유발한다는 기후변화에 대한 과학적 합의를 뒷받침하는 많은 증거 중 하나이다. 동일한 것에 대한 대체 용어로는 지구 평균 표면 온도(global mean surface temperature, GMST 또는 global average surface temperature)가 있다.

## 같이 보기
- 지구 대기 중의 이산화 탄소
- 기후 변동 및 변화